# Die Antwoord
Die Antwoord (Afrikaans für Die Antwort) ist eine südafrikanische Rap-Rave-Band aus Kapstadt. Die Gruppe mischt musikalische Elemente des Rap, Drum & Bass und Elektro mit Texten zwischen Sozialkritik und Satire, geschrieben auf Afrikaans, Xhosa und Englisch.
Ihre Musik vereint Elemente verschiedener südafrikanischen Kulturen und erzählt unter anderem aus der Perspektive der dortigen Unterschicht aus den sozialen Brennpunkten der südafrikanischen Vororte. Die Gruppe bezeichnet ihre Musik als Zef, dies bedeutet auf Afrikaans umgangssprachlich in etwa „Hinterwäldler“ oder „Prolet“.

## Mitglieder
Die Antwoord besteht aus den Mitgliedern Ninja (Rap/Gesang), Yolandi Visser (Rap/Gesang) und DJ Hi-Tek (Beats/DJing). Frontmann Ninja (Watkin Tudor Jones) war in Südafrika schon seit den 90er Jahren ein bekannter Künstler, Musiker und Produzent und wechselte in der Vergangenheit mehrfach seine Bühnencharaktere. Er war unter anderem unter dem Pseudonym Max Normal bei der Gruppe MaxNormal.TV (vormals Max Normal) und als Waddy Jones bei The Constructus Corporation tätig. DJ Hi-Tek wird allgemein als drittes Mitglied der Gruppe bezeichnet, doch gibt es mindestens zwei Personen, die als DJ Hi-Tek in Frage kommen.
Die Bandmitglieder sind selbsterklärte Buddhisten und Vegetarier.

## Geschichte
Ihr Debütalbum $O$ erschien im Jahr 2009 auf der Website der Band. Als unterstützende Künstler wirkten unter anderem Jack Parow, Jaak Paarl (aka Jaak), Knoffel (aka Garlic Brown), Scallywag and Isaac Mutant mit.
Nachdem das Video Zef-Side im Internet in Blogs und sozialen Netzwerken für Aufsehen sorgte, produzierte die Gruppe mit dem Regisseur Rob Malpage zusammen das Video Enter the Ninja, welches Anfang 2010 mit vielen Klicks bei YouTube zu einem noch größeren viralen Hit wurde. In diesem Video tritt auch der 2011 verstorbene südafrikanische Künstler und DJ Leon Botha auf, der an Progerie litt. Die Gruppe konnte auf dem Coachella Valley Music and Arts Festival in den USA auftreten.

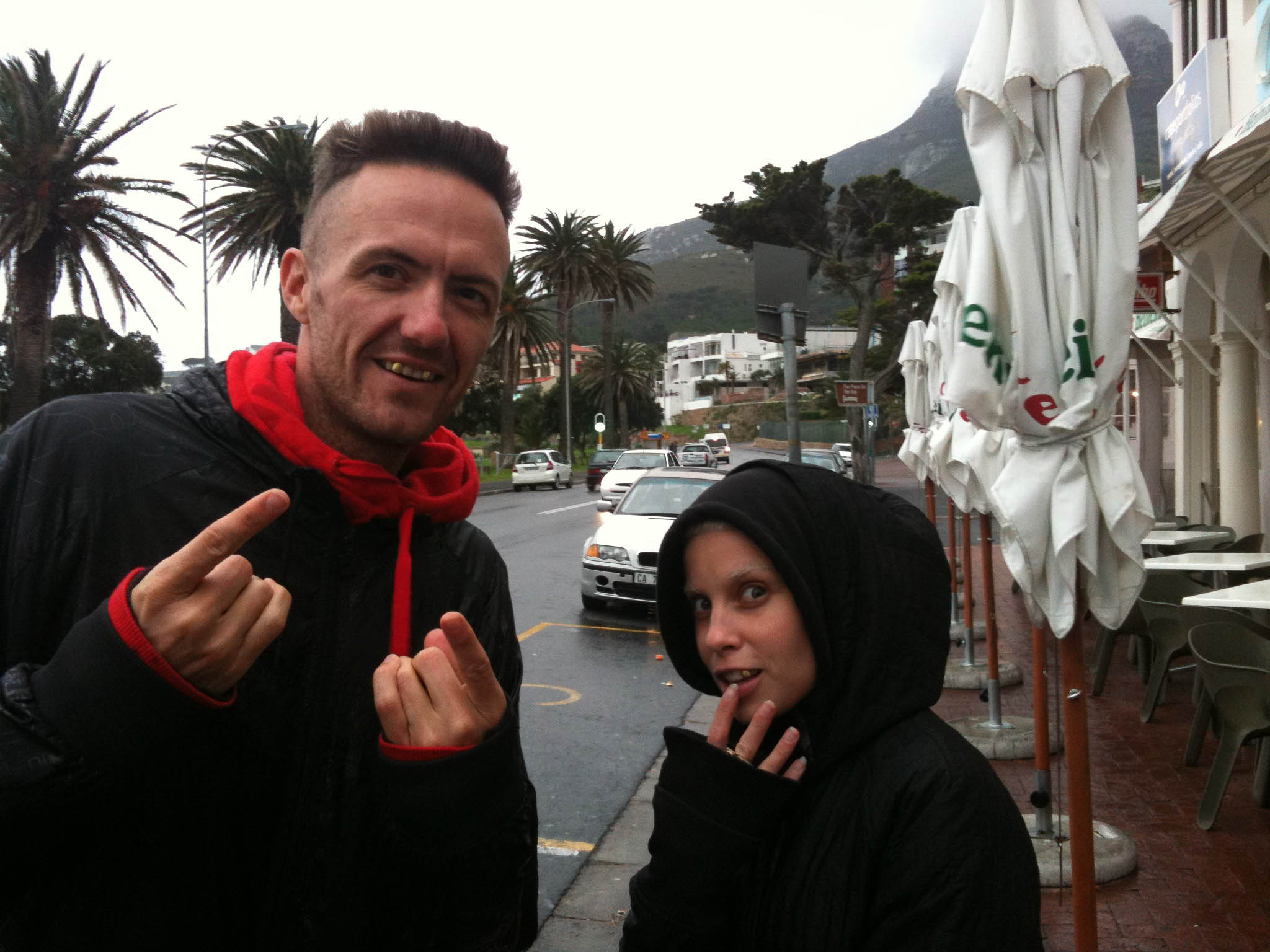
Ninja und ¥o-Landi Vi$$er, 2012

Laut einer Videorechtfertigung von Ninja auf YouTube wegen der Verwendung des Wortes faggot (Englisch für „Schwuchtel“) in ihrem Lied Fok julle naaiers (Afrikaans für fickt euch ihr Ficker) meinte er, er sei nicht homophob. Der gesamte Textabschnitt ist ein abgewandeltes Zitat einer Pressekonferenz des Boxers Mike Tyson. Außerdem sei DJ Hi-Tek, welcher einer seiner besten Freunde sei, homosexuell. Das Video war eine Reaktion auf die Beschwerden von Interscope Records. Diesen gefiel nicht, dass DJ Hi-Tek das Wort faggot benutzte. Außerdem war ihnen das Album sowieso etwas zu aggressiv, weshalb sie es nochmal überarbeiten wollten. Schlussendlich beendete Die Antwoord die Geschäftsbeziehungen mit dem Label. Ihr 2012 herausgekommenes Album Ten$ion erschien unter ihrem eigenen Label ZEFRECORDZ. Als sie das Video für die Single Fok julle naaiers zum ersten Mal auf YouTube hochluden, wurde es auf Geheiß von Intercom gesperrt. Sofort posteten sie es auf Vimeo, und da das Video bei ZEFRECORDZ und nicht bei Interscope erschienen ist, gab YouTube das Video wieder frei.
Ninja und ¥o-Landi spielten 2010 die Hauptrollen in Harmony Korines Kurzfilm Umshini Wam. 2014 drehten sie mit dem südafrikanischen Regisseur Neill Blomkamp den Science-Fiction-Film Chappie.
Im Sommer 2011 begleiteten sie unter anderem die Band Linkin Park als Vorband beim Oberurseler Hessentag im Rahmen der „Projekt Revolution: A Thousand Suns“-Welttournee. In den Jahren 2012, 2015 und 2017 folgten Auftritte auf dem Southside-Festival in Neuhausen ob Eck und auf dem Hurricane Festival in Scheeßel.
Seit 2015 besteht eine Kollaboration von Ninja und ¥o-Landi mit dem australischen Designer Ashley Wood. Hieraus entstanden bislang eine Reihe von Designer Toys sowie unter dem Titel Fuck Everyone* eine Comicreihe.
Nach der Veröffentlichung der Alben Donker Mag (2014) und Mount Ninji and Da Nice Time Kid (2016) kündigte die Band 2017 an, sich, wie schon bei Gründung der Gruppe geplant, nach Veröffentlichung des fünften Albums aufzulösen, und veröffentlichten die Single-Auskopplung Love Drug. Das Album House of Zef wurde im Internet am 16. März 2020 veröffentlicht.

### Kontroversen und Vorwürfe
Seit 2019 waren Die Antwoord mehrfach im Zentrum von Kontroversen.
2019 wurde ein Video veröffentlicht, das eine Auseinandersetzung der Band mit Andy Butler, dem Gründer von Hercules and Love Affair, zeigt. Dabei wird Butler von der Band homophob beleidigt und körperlich attackiert. In Reaktion wurden Die Antwoord vom Line-Up der Musikfestivals Louder Than Life in Kentucky und Life Is Beautiful in Las Vegas ausgeladen.
Im selben Jahr wurde Watkin Tudor Jones (Ninja) von der australischen Rapperin Zheani der Erpressung und sexuellen Nötigung bezichtigt. Auch die italienische Sängerin Dionna Dal Monte warf Jones sexuellen Missbrauch vor.
2022 bezichtigte Gabriel du Preez, der Adoptivsohn von Jones und Anri du Toit (Yolandi), seine Eltern des schweren sexuellen, körperlichen und psychischen Missbrauchs: „Sie haben mich als ihren Sklaven adoptiert. Sie gaben mir nicht das Gefühl, geliebt zu werden.“
2022 erklärte der Rapper Danny Brown, Jones habe ihn auf einer Party in Paris sexuell genötigt und bedroht.

## Diskografie

### Studioalben
- 2009: $O$
- 2012: Ten$Ion
- 2014: Donker Mag
- 2016: Mount Ninji and Da Nice Time Kid
- 2020: House of Zef

### Mixtapes
- 2016: Suck on This

### Extended Plays
- 2010: 5
- 2010: Ekstra

### Singles
- 2009: Wat Pomp
- 2010: Beat Boy
- 2010: Enter the Ninja
- 2010: Fish Paste
- 2010: Evil Boy (mit Diplo)
- 2011: Rich Bitch
- 2011: Fok Julle Naaiers
- 2012: I Fink U Freeky
- 2012: Baby's On Fire
- 2012: Fatty Boom Boom
- 2012: XP€N$IV $H1T
- 2013: Cookie Thumper!
- 2014: Pitbull Terrier
- 2014: Ugly Boy
- 2014: Gucci Coochie
- 2016: Banana Brain
- 2016: We Have Candy
- 2016: Fat Faded Fuck Face
- 2017: Love Drug
- 2018: 2•GOLDEN DAWN•7
- 2019: DntTakeMe4aPoes (mit G-Boy)
- 2019: Baita Jou Sabela (mit Slagysta)
- 2022: Die Antwoord Is Dead
- 2022: Age of Illusion
- 2022: MFUM MFUM
- 2022: Babaji
- 2022: Land of Honey
- 2022: Baruch in Jou Oeg (mit Baruch)

## Filmografie
- 2010: Umshini Wam (Kurzfilm) – Hauptbesetzung
- 2015: Chappie – Hauptbesetzung
- 2024: ZEF: The Story of Die Antwoord (Dokumentarfilm) – Hauptbesetzung